# Combat d'Inabelbel
Guerre du Mali
Batailles
Le combat d'Inabelbel a lieu le 22 juin 2018, lors de la guerre du Mali.

## Déroulement
Le combat a lieu alors que les armées malienne et française mènent une opération baptisée « Bani Fonda » dans le Gourma malien,. Le 22 juin 2018 dans une zone boisée de la région d'Inabelbel, au sud-est de Tombouctou, les troupes franco-maliennes subissent une attaque des djihadistes,,. Ces derniers ouvrent alors le feu contre une section commando malienne opérant au côté d'un détachement de la force Barkhane,. Les militaires ripostent et les Français appellent en renfort des hélicoptères Tigre et des chasseurs Mirage 2000,.

## Pertes
Selon le communiqué de l'état-major français des armées, une quinzaine de djihadistes sont mis « hors de combat »,,,. Deux pick-up, six motos, des munitions et de l'armement lourd et léger sont également saisis,.